# Peter Peter

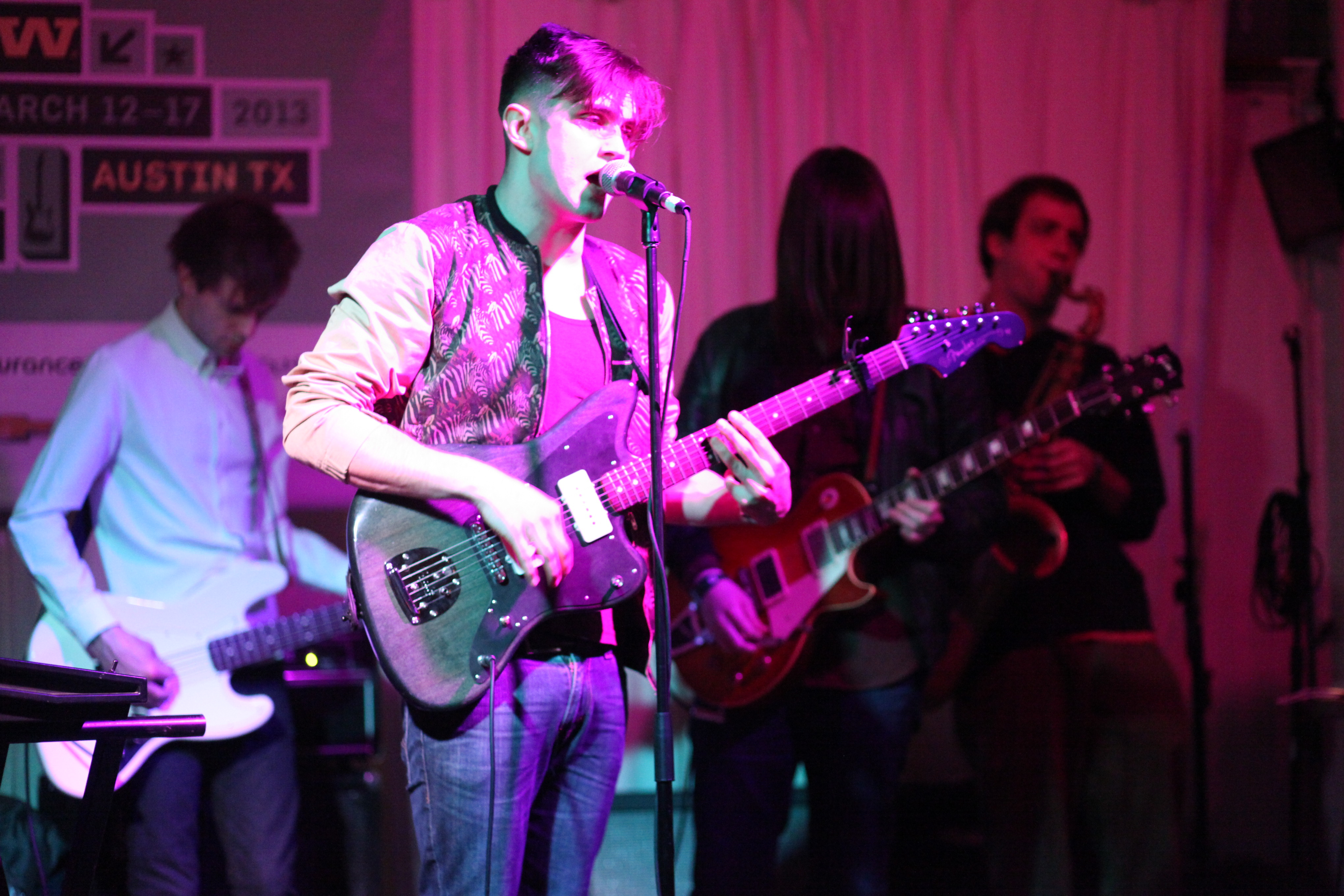
Peter Peter en 2013

Peter Peter  es un cantautor quebequés nacido en 1984 en Chicoutimi, Quebec. Es conocido por sus composiciones pop rock en francés.

## Carrera
Comenzó como miembro en una banca de rock metal alternativo llamada Post-Scriptum donde tocaba la guitarra y cantaba en inglés ocasionalmente. Ganó el título de mejor artista en la emisión Ma Première Place des Arts (una competición anual celebrada en Montreal para nuevos artistas) en 2008 y, después de esta participación, firmó un contrato con Audiogram.  Su primer álbum Peter Peter  apareció el 8 de marzo de 2011, producido por Howard Bilerman.

## Discografía
- 2011 : Peter Peter
- 2012 : Une version améliorée de la tristesse
- 2017: Noir Eden
- 2020: Super Comédie